# Gălăteni
Gălăteni là một xã thuộc hạt Teleorman, România. Dân số thời điểm năm 2002 là 3272 người.